# Джапаридзе, Джондо Иванович
Джондо Иванович Джапаридзе (груз. ჯონდო ივანეს ძე ჯაფარიძე; 1932 — 12 июля 2008) — советский и грузинский учёный в области физико и электро химии, доктор химических наук, профессор, член-корреспондентом АН Грузинской ССР (1960), академик Национальной академии наук Грузии (2001). Директор Института неорганической химии и электрохимии имени Р. И. Агладзе НАН Грузии (1995—2006). Лауреат Премии имени П. Меликишвили АН Грузии (2001).

## Биография
Родился 22 декабря 1932 года в Тифлисе.
С 1952 по 1957 год обучался на химическом факультете Грузинского государственного политехнического института имени В. И. Ленина. который окончил с отличием. В 1963 году окончил аспирантуру Института электрохимии АН СССР под руководством академика А. Н. Фрумкина и в 1978 году докторантуру Московского государственного университета.
С 1958 года на научно-исследовательской работе в Институте неорганической химии и электрохимии имени Р. И. Агладзе АН ГрузССР — НАН Грузии в должностях: инженер-конструктор, младший и старший научный сотрудник, организатор научной группы кинетики электрохимических процессов, с 1971 года — руководитель лаборатории электрохимической кинетики, одновременно с 1981 по 1995 год — заместитель директора этого института по науке а с 1995 по 2006 год — директор этого института. 
С 1975 по 1990 год одновременно с научной занимался и педагогической работой в Грузинском государственном политехническом институте в качестве преподавателя, с 1982 года — профессора, организатора и первого заведующего кафедрой физической химии. Помимо основной деятельности в качестве приглашённого преподавателя читал курсы лекций по вопросам электрохимии в университетах Италии и Сербии.

### Научно-педагогическая деятельность и вклад в науку
Основная научно-педагогическая деятельность Д. И. Джапаридзе была связана с вопросами в области химии, физико и электро химии, занимался развитием фундаментальных исследований в области теоретической электрохимии и изучением кинетики процессов на поверхности двойного электрического слоя. Под руководством и при непосредственном участии Д. И. Джапаридзе были установлены законы электрохимической кинетики адсорбции неорганических и органических частиц и строения межфазной границы в протонных растворителях. Д. И. Джапаридзе являлся активным участником  международных конгрессов и конференций по электрохимии проходивших в Москве, Стокгольме, Оксфорде, Праге, Венеции и Киото. 
Д. И. Джапаридзе являлся — председателем Совета по присуждению учёных степеней по электрохимии и технологии неорганических материалов и председателем координационного совета по электрохимии АН Грузинской ССР, членом Учёного совета Грузинского технического университета по присуждению ученых степеней по химической физике, членом секции Международной ассоциации академий наук, членом редакционных советов научных журналов «Электрохимия» и  «Известия АН Грузии». 
В 1964 году защитил кандидатскую диссертацию по теме: «Исследование некоторых электрохимических систем при адсорбции компонентов реакции», в 1978 году защитил докторскую диссертацию на соискание учёной степени доктор химических наук по теме: «Электродные процессы в двух-атомных спиртах». В 1982 году ВАК СССР ему было присвоено учёное звание профессор. В 1988 году был избран член-корреспондентом Академии наук АН Грузинской ССР, а в 2001 году был избран действительным членом НАН Грузии.  Д. И. Джапаридзе было написано более двухсот научных работ, в том числе двадцати монографий и более двадцати изобретений под его руководством было выполнено шесть докторских и двадцать кандидатских диссертаций.

## Основные труды
- Исследование некоторых электрохимических систем при адсорбции компонентов реакции / Д.И. Джапаридзе. — Москва, 1963. - 122 с.
- Электродные процессы в двухатомных спиртах. — Тбилиси, 1977. - 324 с[4]

## Награды и премии
- Орден Чести (2003)
- Премия имени П. Меликишвили АН Грузии (2001 — «За цикл работ по электромагнитному излучению электрохимических систем»)